# NINJA〜忍び者の生きる道〜
『「NINJA〜忍び者の生きる道〜』（れいわごねんど みえてれびほうそうとくべつばんぐみ にんじゃ しのびもののいきるみち）は、三重テレビが制作し、独立協加盟局などで放送されている。忍者をテーマにしたドキュメンタリー番組である。三重テレビでは2023年4月から2024年1月まで放送される。放送回数は全10回。2013年度より放送されている年度ドキュメンタリー番組シリーズ11作目。

## 概要
制作局である三重テレビでは、毎月第4土曜日の21:00 - 21:55（JST）に本放送、翌月第2土曜日の同時間帯に再放送を行う。

## 各話リスト
| 巻 | タイトル                                                   |
| -- | ---------------------------------------------------------- |
| 1  | 忍者は公務員だった！？〜知られざる忍者の任務と歴史〜       |
| 2  | 伊賀と甲賀は本当にライバル？～全国各地に伝わる忍術の流派～ |
| 3  | すぐ使える！？初心者のための忍術入門～忍者・忍術学講～     |
| 4  | 忍者の“忍び六具”を徹底解剖！～伝承の忍術道具と用法～       |
| 5  | 忍者食は究極のSDGsだ！～ストレス社会に負けない健康術～     |
| 6  | 古民家の再生と持続可能性～忍者の秘密基地あれこれ～         |
| 7  | 服部半蔵は忍者ではなかった！？～歴史をにぎわせた忍者たち～ |
| 8  | 21世紀の大発見！門外不出・幻の忍術書～間林清陽～           |
| 9  | 今を生きるリアル忍者～技の伝承～                           |
| 10 | 忍びのこころ～生き抜くということ～                         |

## 出演者
全回通しての出演はナレーションで服部伴蔵門。
第1巻
- 山田雄司（三重大学人文学部教授、三重大学国際忍者研究センター副センター長）

第2巻
- 山田雄司
- 幸田知春（伊賀流忍者博物館館長補佐）
- 伊藤誠之（甲賀市教育委員会事務局文化財課）

第3巻
- 嵩丸（甲賀市観光まちづくり協会）
- 北斗白影（甲賀流忍者軍団瀧組主宰）
- 小森照久（三重大学 医学部医学系研究科 教授）
- 立花義裕 (三重大学 生物資源学部教授）
- 加藤進 (三重大学伊賀サテライト 産学官連携アドバイザー）

第4巻
- 福島嵩仁（甲賀市観光まちづくり協会）
- 北澤晃（甲賀の里 忍術村）

第5巻
- 山出和師（彩四季のまち JA伊賀ふるさと 総合企画部部長）
- 川瀬成清（彩四季のまち JAいがふるさと 営農部部長）
- 内田伊織（彩四季のまち JAいがふるさと 営農部農産販売課係長）
- 前川英史（彩四季のまち JAいがふるさと 営農部とれたて市ひぞっこ総括店長）
- 長峰透（甲賀市くすり学習館 館長）
- 中西香織（甲賀市くすり学習館）
- 藤林孝行（忍法帖料理 藤一水 代表）

第6巻
- 幸田知香（伊賀上野観光協会 伊賀流忍者博物館 館長補佐）
- 山口通喜（中之条町歴史と民俗の博物館ミュゼ 館長）
- 笠井賢治（伊賀市教育委員会事務局 文化財課 課長）
- 清川繁人（青森大学社会学部 学部長 忍者部顧問 農学博士）
- 佐藤光麿（弘前忍者屋敷オーナー）
- 白戸遥香（成田専蔵珈琲店）
- 齋藤貴史（岩櫃真田 忍者ミュージアム「にんぱく」 合同会社 岩櫃城忍びの乱 代表社員）
- 中澤邦浩（伊賀市役所 産業振興部 中心市街地推進課 主幹）

第7巻
- 西嶋晃健（浄土宗専称山安養院西念寺住職）
- 大塚由良美（桑名市博物館 歴史専門官）
- 高尾善希（三重大学人文学部准教授／国際忍者研究センター担当教員）
- 根津 寿夫（徳島市立徳島城博物館館長）

第8巻
- 福島嵩仁（甲賀流忍者調査団）
- 嵩丸（甲賀市観光まちづくり協会）
- 川上仁一（甲賀流伴党二十一代宗師家）

第9巻
- 浮田半蔵（伊賀忍者特殊軍団阿修羅 頭領）
- 三橋源一（うぶすな代表）
- 昌之助（伊賀忍者特殊軍団阿修羅）
- 知之助（伊賀忍者特殊軍団阿修羅）

第10巻
- 嵩仁（甲賀市観光まちづくり協会）

## ネット局
| 放送対象地域 | 放送局                               | 系列  | 放送日時 |
| ------------ | ------------------------------------ | ----- | --- |
| 三重県       | 三重テレビ放送（MTV）〈制作局〉      | JAITS | 第01巻：2023年04月22日 21:00 - 第02巻：2023年05月27日 21:00 - 第03巻：2023年06月24日 21:00 - 第04巻：2023年07月22日 21:00 - 第05巻：2023年08月26日 21:00 - 第06巻：2023年09月23日 21:00 - 第07巻：2023年10月28日 21:00 - 第08巻：2023年11月25日 21:00 - 第09巻：2023年12月24日 21:00 - 第10巻：2024年01月27日 21:00 -    |
| 栃木県       | とちぎテレビ（GYT）                  | JAITS | 第01巻：2023年05月21日 19:00 - 第02巻：2023年06月17日 19:00 - 第03巻：2023年07月30日 20:00 - 第04巻：2023年08月20日 19:00 - 第05巻：2023年09月24日 19:00 - 第06巻：2023年10月22日 19:00 - 第07巻：2023年11月26日 19:00 第08巻：2023年12月23日 18:00- 第09巻：2024年01月20日 18:00 - 第10巻：2024年02月24日 18:00 -       |
| 群馬県       | 群馬テレビ（GTV）                    | JAITS | 第01巻：2023年10月28日 19:00 - 第02巻：2023年11月25日 19:00 - 第03巻：2023年12月17日 20:00 - 第04巻：2023年12月31日 20:00 - 第05巻：2023年12月31日 21:00 - 第06巻：2024年01月28日 19:00 - 第07巻：2024年01月28日 20:00 - 第08巻：2024年02月25日 19:00 - 第09巻：2024年02月25日 20:00 第10巻：2024年03月24日 20:00        |
| 千葉県       | 千葉テレビ放送（CTC）                | JAITS | 第01巻：2023年05月06日 19:00 - 第02巻：2023年05月029日 20:00- 第03巻：2023年07月09日 18:05 - 第04巻：2023年07月31日 20:00 - 第05巻：2023年09月23日 18:05 - 第06巻：2023年10月30日 20:00 - 第07巻：2023年11月26日 14:00 - 第08巻：2023年12月24日 14:00 - 第09巻：2024年01月29日 20:00 - 第10巻：2024年03月02日 18:05 -    |
| 東京都       | 東京メトロポリタンテレビジョン（MX） | JAITS | 第01巻：2023年04月30日 11:00 - 第02巻：2023年12月24日 11:00 - 第03巻：2024年01月06日 10:00 - 第04巻：2024年01月07日 11:00 - 第05巻：2024年01月08日 21:00 - 第06巻：2024年01月13日 10:00 - 第07巻：2024年01月20日 10:00 - 第08巻：2024年02月03日 10:00 - 第09巻：2024年02月17日 10:00 - 第10巻：2024年03月02日 10:00 -    |
| 埼玉県       | テレビ埼玉（TVS）                    | JAITS | 第01巻：2023年05月21日 20:00 - 第02巻：2023年06月17日 19:00 - 第03巻：2023年07月02日 19:00 - 第04巻 :2023年08月26日 19:00 - 第05巻：2023年09月16日 19:00 - 第06巻：2023年10月22日 19:00 - 第07巻：2023年11月18日 20:00 - 第08巻：2023年12月23日 20:00 - 第09巻：2024年01月28日 20:00 - 第10回：2024年02月11日 19:00 -    |
| 神奈川県     | テレビ神奈川（TVK）                  | JAITS | 第01巻：2023年12月21日 19:00 - 第02巻：2023年12月28日 19:00 - 第03巻：2024年01月11日 19:00 - 第04巻：2024年01月18日 19:00 - 第05巻：2024年01月25日 19:00 - 第06巻：2024年02月01 日 19:00 - 第07巻：2024年02月08日 19:00 - 第08巻：2024年02月15日 19:00 - 第09巻：2024年02月22日 19:00 - 第10巻：2024年02月29日 19:00 -   |
| 京都府       | 京都放送（KBS）                      | JAITS | 第01巻：2023年05月16日 20:00 - 第02巻：2023年06月20日 20:00 - 第03巻: 2023年07月18日 20:00 - 第04巻：2023年08月01日 20:00 - 第05巻：2023年09月19日 20:00 - 第06巻：2023年10月31日 20:00 - 第07巻：2023年11月21日 20:00 - 第08巻：2023年12月19日 20:00 - 第09巻：2024年01月30日 20:00 - 第10巻：2024年02月20日 20:00 -    |
| 兵庫県       | サンテレビジョン（SUN）              | JAITS | 第01巻：2023年05月14日 20:00 - 第02巻：2023年06月18日 16:00 - 第03巻：2023年07月02日 16:30 - 第04巻：2023年08月13日 16:00 - 第05巻：2023年09月17日 16:00 - 第06巻：2023年10月15日 21:00 - 第07巻：2023年11月19日 21:00 - 第08巻：2023年12月17日 21:00 - 第09巻：2024年01月21日 21:00 - 第10巻：2024年02月18日 21:00 -    |
| 岐阜県       | 岐阜放送（GBS）                      | JAITS | 第01回：2024年04月018日 20:00 - 第02回：2024年04月25日 20:00 - 第03回：2024年05月02日 20:00 - 第04回：2024年05月09日 20:00 - 第05回：2024年05月16日 20:00 - 第06回：2024年05月23日 20:00 - 第07回：2024年05月30日 20：00 - 第08回：2024年06月06日 20：00 - 第09回：2024年06月13日 20:00 - 第10回：2024年06月20日 20:00 - |

## スタッフ
- 制作著作：三重テレビ放送